# Alexis Schleimer
Alexis Schleimer (geboren als Alexander Schleimer am 4. Juni 1867 in Mewe, Westpreußen; gestorben am 20. Oktober 1920 in Berlin) war ein Zeitschriftenherausgeber.

## Leben und Wirken
Alexander Schleimer war ein Sohn des jüdischen Kaufmanns Julius Schleimer und der Johanna Leon.
Er besuchte das Königliche Gymnasium in Danzig, wo er 1888 das Abitur ablegte. Danach studierte er in Berlin, Freiburg, München und Leipzig, zuletzt vor allem Philosophie. Er besuchte Lehrveranstaltungen unter anderem bei den Professoren Leopold von Ranke, Wilhelm Wundt und Ludwig Brentano. 1891 wurde er in Leipzig mit einer Dissertation über den Positivismus promoviert.
Danach wurde Alexis Schleimer Herausgeber der Zeitschriften Die Zeit im Bild, Satyr, Die Laterne. Kritische Wochenschrift.
Er wurde auf dem Jüdischen Friedhof Berlin-Weißensee begraben.
Alexis Schleimer war mit Rosa Herzfeld (1876–1913) verheiratet. Sie hatten zwei Söhne:
- Julius Schleimer (* 1899), emigrierte nach 1933 nach Shanghai
- Dr. Erwin Schleimer (1903–1942), wurde Kaufmann, 1942 mit seiner Frau bei Riga ermordet

## Publikationen

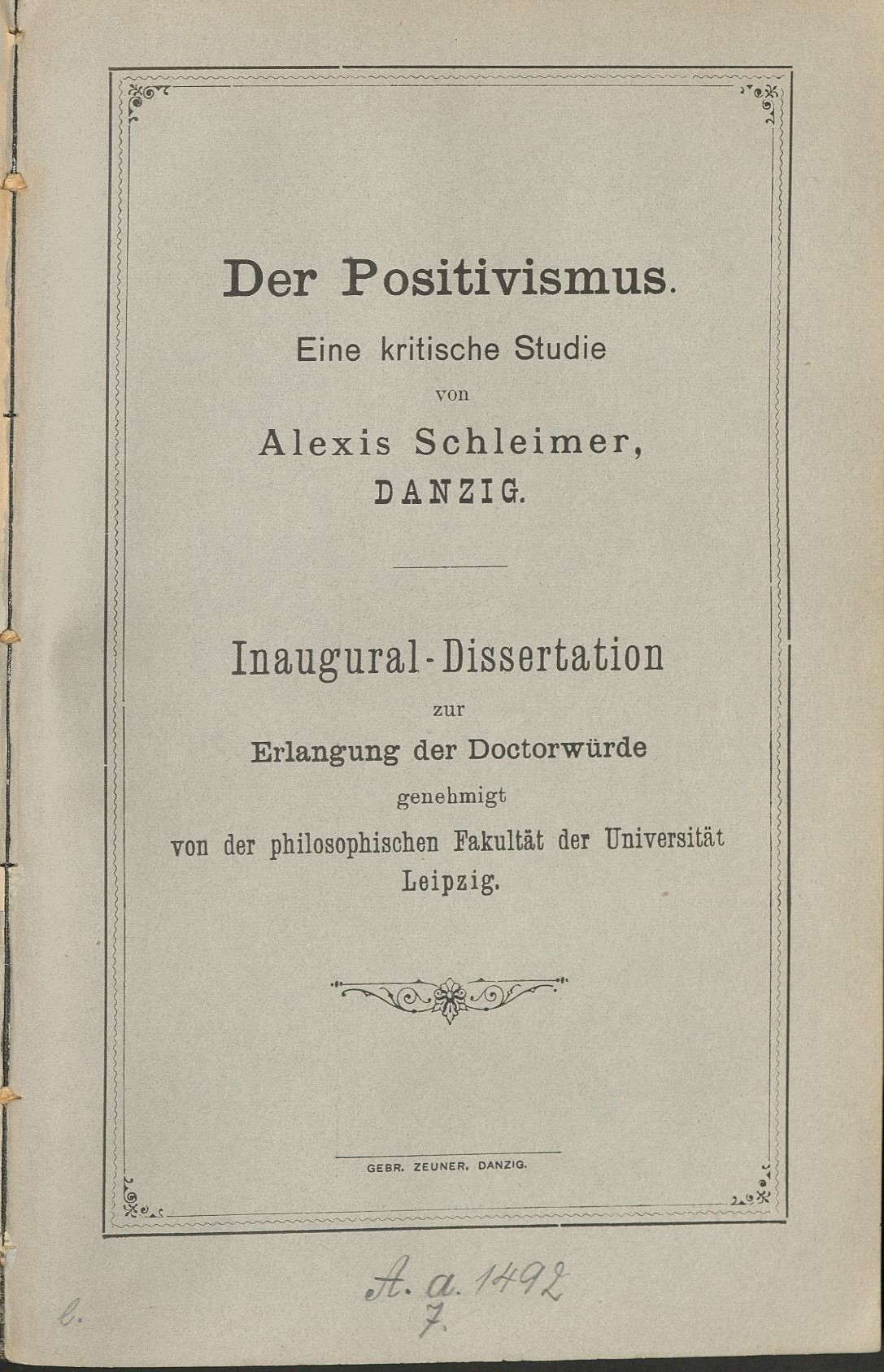
Dissertation

- Der Positivismus. Eine kritische Studie. Danzig: Zeuner, 1891. Inaugural-Dissertation, Leipzig 1891 Digitalisat
- Über Studententum, Fock, 1891